# Bejiharjo
Bejiharjo is een bestuurslaag in het regentschap Gunung Kidul van de provincie Jogjakarta, Indonesië. Bejiharjo telt 12.532 inwoners (volkstelling 2010).